# Ligne de tramway Knokke Village - Digue
 (mai 2021).
La ligne Knokke Village - Digue est une ancienne ligne de tramway hippomobile dans la ville de Knokke qui reliait le centre du village à la digue entre 1904 et 1912.

## Histoire
La ligne est mise en service le 2 avril 1904 entre le village (Lippensplein) et la digue en parcourant la Lippenslaan, elle assure la correspondance au village avec le tramway à vapeur 333 Bruges - Heist. L'exploitation est assurée par la société anonyme du Tramway de Knokke-sur-Mer. 
La ligne est rachetée en février 1912 par la Société nationale des chemins de fer vicinaux (SNCV) qui l'électrifie et l'intègre comme extension à sa ligne 1 Ostende - Heist. 